# Leptolalax marmoratus
Espèce
Leptolalax marmoratus est une espèce d'amphibiens de la famille des Megophryidae.

## Répartition
Cette espèce est endémique de Malaisie orientale. Elle se rencontre entre 52 et 905 m d'altitude dans le sud-ouest du Sarawak.

## Publication originale
- Matsui, Zainudin & Nishikawa, 2014 : A new species of Leptolalax from Sarawak, western Borneo (Anura: Megophryidae). Zoological Science, vol. 31, no 11, p. 773–779.